# حمرية باسقة
حمرية باسقة (الاسم العلمي:Erythrina excelsa) هي نوع من النباتات تتبع جنس الحمرية من الفصيلة البقولية.